# Tyskland i olympiska vinterspelen 1936
Tyskland deltog i olympiska vinterspelen 1936, som arrangerades i Garmisch-Partenkirchen som ligger i södra Tyskland. Tysklands trupp bestod av 55 idrottare, 48 män och 7 kvinnor. Dessa deltagare ställde upp i 17 grenar, i 8 sporter.

## Medaljer

### Guld
- Alpin skidåkning
  - Damernas kombination: Christl Cranz
  - Herrarnas kombination: Franz Pfnür
- Konståkning
  - Par: Maxi Herber & Ernst Baier

### Silver
- Alpin skidåkning
  - Damernas kombination: Käthe Grasegger
  - Herrarnas kombination: Gustav Lantschner
- Konståkning
  - Herrar: Ernst Baier

## Trupp
- Alpin skidåkning
  - Christl Cranz
  - Franz Pfnür
  - Käthe Grasegger
  - Gustav Lantschner
  - Rudi Cranz
  - Hadi Pfeifer
  - Lisa Resch
  - Roman Wörndle
- Backhoppning
  - Franz Haslberger
  - Kurt Körner
  - Paul Krauß
  - Hans Marr
- Bob
  - Albert Brehme
  - Fritz Grau
  - Sebastian Huber
  - Hanns Kilian
  - Wolfgang Kummer
  - Fritz Schwartz
  - Walter Trott
  - Hermann von Valta
  - Fritz Vonhof
  - Rudolf Werlich
- Hastighetsåkning på skridskor
  - Heinz Sames
  - Willi Sandner
- Ishockey
  - Rudi Ball
  - Wilhelm Egginger
  - Werner George
  - Gustav Jaenecke
  - Karl Kögel
  - Alois Kuhn
  - Philipp Schenk
  - Herbert Schibukat
  - Georg Strobl
  - Paul Trautmann
  - Joachim Albrecht von Bethmann-Hollweg
  - Toni Wiedemann
- Nordisk kombination
  - Toni Eisgruber
  - Josef Gumpold
  - Friedl Wagner
- Konståkning
  - Ernst Baier
  - Maxi Herber
  - Viktoria Lindpaintner
  - Günther Lorenz
  - Eva Prawitz
  - Otto Weiß
- Längdskidåkning
  - Friedl Däuber
  - Fritz Gaiser
  - Herbert Leupold
  - Erich Marx
  - Walter Motz
  - Josef Ponn
  - Georg von Kaufmann
  - Matthias Wörndle
  - Toni Zeller
  - Willy Bogner (även i nordisk kombination)